# Chris Hemsworth
Christopher Hemsworth (Melbourne, 11 de agosto de 1983) es un actor, actor de voz y productor australiano. Criado en la comunidad de Bulman, al norte de Australia, mostró interés por la actuación motivado por su hermano mayor e inició su carrera en 2002 con apariciones menores en series de televisión de su país. Años más tarde, se mudó a Sídney para conseguir mejores oportunidades y logró reconocimiento tras unirse al elenco principal de Home and Away, serie para la que grabó 189 episodios en cuestión de tres años.
Tras su éxito en la televisión australiana, se mudó a los Estados Unidos y debutó en el cine con la película Star Trek (2009). Poco después logró gran reconocimiento a nivel mundial con su papel como Thor en el Universo cinematográfico de Marvel, donde protagonizó las películas Thor (2011), The Avengers (2012), Thor: The Dark World (2013), Avengers: Age of Ultron (2015), Thor: Ragnarok (2017), Avengers: Infinity War (2018), Avengers: Endgame (2019) y Thor: Love and Thunder (2022), que fueron éxitos en taquilla y le valieron críticas positivas. Hemsworth también participó en comedias como Vacation (2015), Ghostbusters (2016) y Men in Black: International (2019), además de películas bélicas como 12 Strong (2018), Extraction (2020) y Extraction 2 (2023).
Ha figurado en varias ocasiones en la lista anual de la revista Forbes de los actores mejor pagados de la industria y sus películas suman más de 12 mil millones de dólares recaudados en taquilla, que lo convierten en uno de los veinte actores más taquilleros de la historia. Por otra parte, desde 2010 está casado con la actriz Elsa Pataky, con quien tiene tres hijos y reside en Sídney. También es un filántropo que trabaja activamente para fundaciones que apoyan a niños de Australia y a combatir la contaminación marina. En 2021, fue condecorado como Miembro de la Orden de Australia por sus contribuciones en las artes escénicas y obras de caridad.

## Biografía

### 1983-2003: primeros años e inicios en la actuación
Christopher Hemsworth nació el 11 de agosto de 1983 en la ciudad de Melbourne (Australia), hijo de Craig Hemsworth, un asesor de servicios sociales, y Leonie van Os, una profesora de inglés. Es el segundo de tres hermanos; tiene un hermano mayor llamado Luke Hemsworth y uno menor llamado Liam Hemsworth, ambos actores. Tiene ascendencia neerlandesa e irlandesa por su madre, así como británica y alemana por su padre. Fue criado la mayor parte de su infancia en Melbourne y pasó su adolescencia en Bulman. Asistió al Heathmont College, donde participó en varias obras escolares hasta que su familia se mudó a la Isla Phillip cerca de su cumpleaños 18. Luego de que sus padres se fueran de viaje por Europa durante cinco meses, Hemsworth se mudó con uno de sus tíos debido a constantes peleas con su hermano menor.
Inicialmente, no estaba seguro de a qué dedicarse, así que su hermano Luke, quien ya se estaba formando como actor, le sugirió que tomara algunas lecciones de actuación. De esta forma, comenzó a acompañarlo a sus clases y todas las semanas debían viajar dos horas desde la Isla Phillip hasta Melbourne, donde fueron entrenados por la directora de casting Louise Talmadge, quien los describió como alumnos «muy dedicados» y dijo que tenían «una habilidad natural para la actuación y mucho carisma». Al ver su potencial, Talmadge lo ayudó a conseguir varios papeles en la televisión australiana; a los 19 años interpretó al Rey Arturo en la serie de televisión Guinevere Jones y luego tuvo papeles menores en varias soap operas como Neighbours y Marshall Law. Hemsworth captó la atención de varios agentes, que lo seleccionaron para protagonizar una serie titulada The Coast, para la que grabó un episodio piloto, pero finalmente el proyecto fue desechado ya que los ejecutivos buscaban una serie que apelara a un público más adulto.

### 2004-2010: reconocimiento en la televisión australiana e incursión al cine

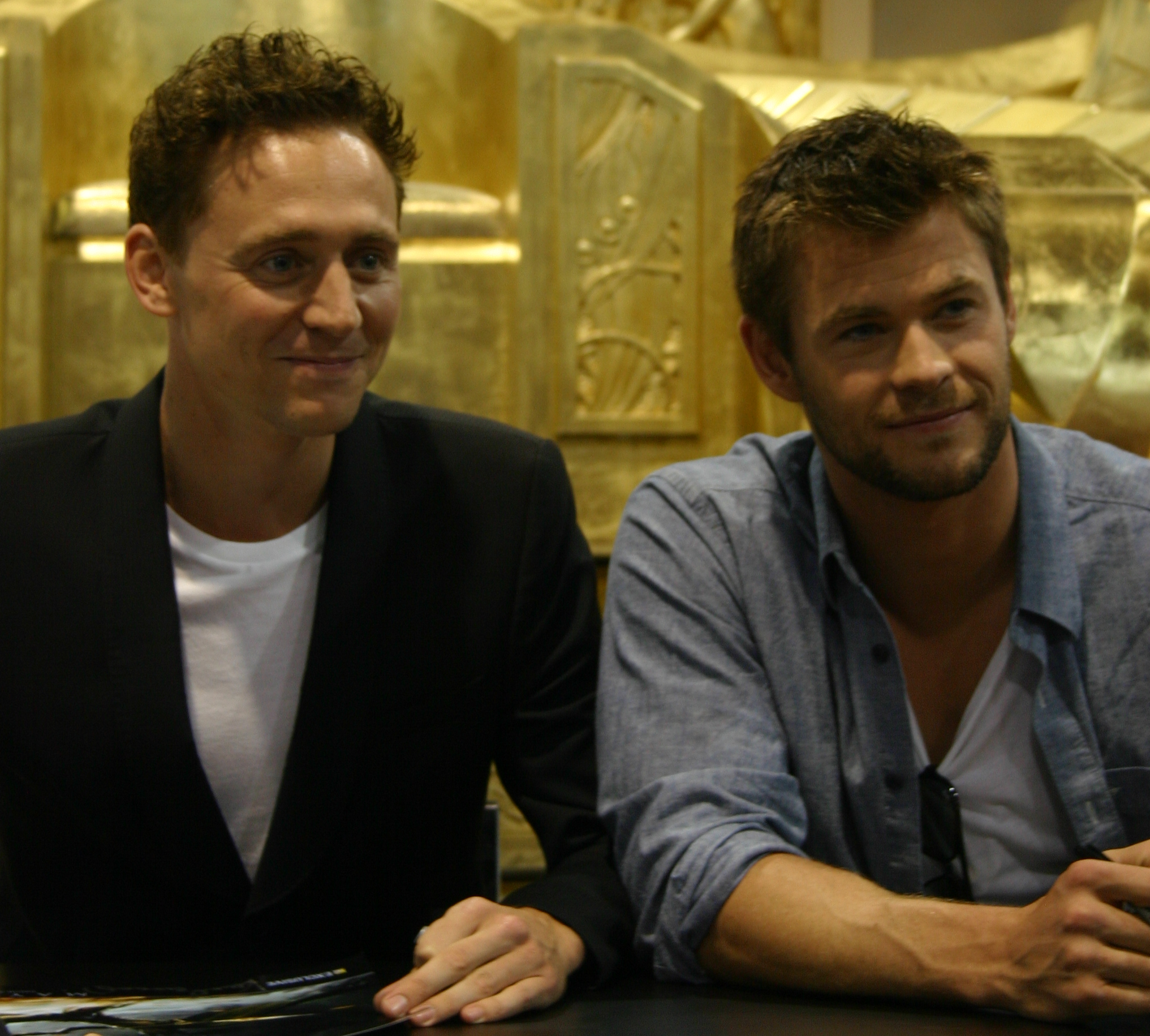
Hemsworth junto a Tom Hiddleston en la Comic-Con de 2010.

Luego de su debut en la televisión australiana, Hemsworth apareció en las series The Saddle Club y Fergus McPhail entre 2003 y 2004. Más tarde, se mudó a un apartamento en Sídney y audicionó para Home and Away, donde obtuvo el papel de Kim Hyde. Su permanencia en la serie se extendió hasta 2007 y grabó un total de 189 episodios, pero renunció ya que, aunque el programa le generó bastante popularidad, Hemsworth consideró que no estaba ganando respeto dentro de la industria por su actuación. No obstante, dicho papel le otorgó un galardón en los Logie Awards como actor nuevo más popular de 2005.
Por otra parte, participó como pareja de la bailarina profesional Abbey Ross en la quinta temporada de la versión australiana de Dancing with the Stars, donde finalmente quedaron en quinto lugar. Según comentó, esta participación casi le cuesta ser elegido como Thor, ya que los ejecutivos de Marvel Studios pensaron que generaría una respuesta negativa por parte de los seguidores de los cómics. Tras dos años de inactividad a causa de la falta de oportunidades en la televisión, hizo su debut en el cine con la película Star Trek (2009) con el papel de George Girk y también apareció en A Perfect Getaway (2009), con los que recibió críticas positivas por su actuación.
Después de haber sido descubierto por el mánager William Ward y viendo que podía seguir una carrera en el cine, se mudó a Los Ángeles (Estados Unidos) y protagonizó la película Ca$h (2010). Según el director de la película, Stephen Milburn Anderson, Hemsworth llevaba apenas seis semanas viviendo en el país cuando audicionó y quedó sorprendido por su atractivo físico y carisma, lo que lo llevó a darle el papel principal. Sobre su actuación, The Hollywood Reporter escribió un artículo mencionando que Hemsworth era uno de los actores a tener en cuenta, pues tenía potencial para convertirse en uno de los exponentes principales del cine en los próximos años. Sin embargo, Hemsworth comentó que hubo un período en el que pensó renunciar a la actuación y volver a Australia ya que pasó un año entero siendo rechazado en cada audición que hacía.

### 2011-2019: Universo cinematográfico de Marvel

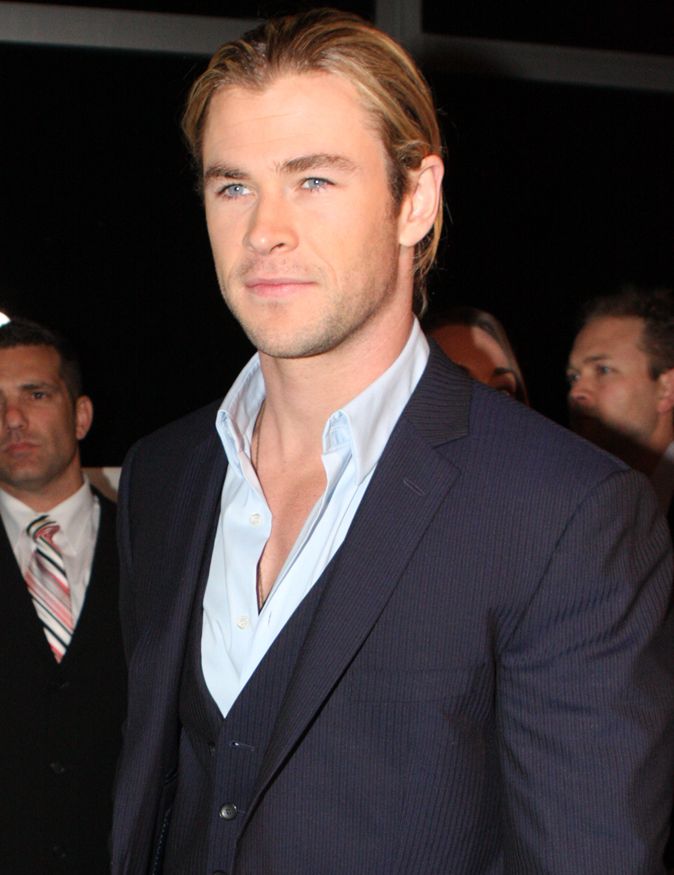
Hemsworth en 2012 en el estreno de Snow White & the Huntsman en Sídney.

En 2011, logró gran reconocimiento en el cine al ser elegido para interpretar a Thor en el Universo cinematográfico de Marvel, papel para el que debió someterse a una dieta estricta de proteínas para subir diez kilos en masa muscular y cumplir con un programa de entrenamiento. Su primera actuación como el personaje fue en la película Thor (2011), que tuvo una respuesta crítica positiva y fue un éxito en taquilla tras recaudar 449.3 millones de dólares, que la convirtieron en la décima quinta película más exitosa de 2011. Gracias a ello, fue nominado como estrella emergente en los premios BAFTA, además de obtener nominaciones a los MTV Movie Awards, los People's Choice Awards y los Scream Awards. También dio voz al personaje en el videojuego Thor: God of Thunder (2011) y poco después volvió a interpretarlo en The Avengers (2012), que recibió la aclamación de la crítica y recaudó 1.5 mil millones de dólares, lo que la convirtió en la película más taquillera de 2012, así como la tercera de la historia hasta ese momento. Su actuación en The Avengers le otorgó un galardón en los People's Choice Awards, los MTV Movie Awards y los Teen Choice Awards.
Posteriormente, interpretó al sociólogo Curt Vaughan en la comedia de terror The Cabin in the Woods (2012), que recibió reseñas favorables y recaudó 66.5 millones de dólares en cines. Dio vida al cazador Eric en Snow White and the Huntsman (2012), que fue un éxito comercial con una recaudación de 401 millones de dólares y le valió una nominación a los People's Choice Awards, pero tuvo reseñas mixtas. También personificó al soldado Jed Eckert en Red Dawn (2012), que si bien le otorgó una nominación a los Teen Choice Awards, fue un fracaso tanto en crítica como taquilla. Después tuvo un cameo en Star Trek Into Darkness (2013) y protagonizó la película Rush (2013) interpretando al corredor James Hunt. Esta última tuvo una respuesta favorable en taquilla y los expertos elogiaron la actuación de Hemsworth, que para interpretar al corredor, leyó varias biografías, vio entrevistas y conversó con personas que fueron cercanas a él.

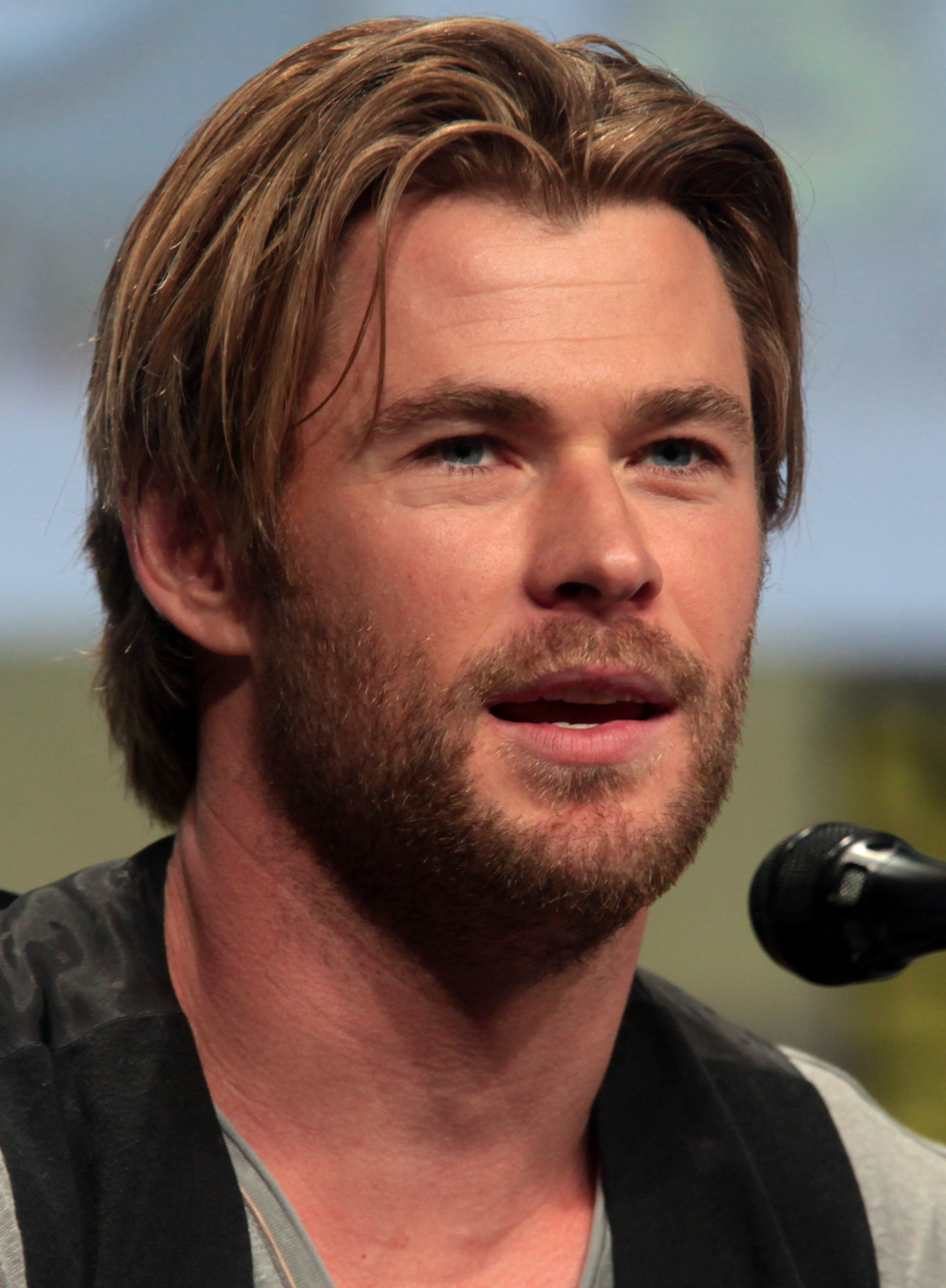
Hemsworth en la Comic-Con de 2014.

Hemsworth repitió su papel como Thor en Thor: The Dark World (2013), que aunque tuvo reseñas mixtas comparada a su antecesora, la superó en taquilla tras recaudar 644.8 millones de dólares, lo que la convirtió en la décima película más taquillera de 2013, además que le valió el galardón al mejor actor internacional de cine en los Huading Awards. Dos años después, volvió a interpretar al personaje en Avengers: Age of Ultron (2015), que logró reseñas positivas, le dio su segundo premio en los People's Choice Awards y recaudó 1.4 mil millones de dólares, que la hicieron la cuarta producción más taquillera de 2015. También protagonizó In the Heart of the Sea (2015) como el navegante británico Owen Chase y Blackhat (2015) como el hacker convicto Nicholas Hathaway, ambas fracasos tanto en crítica como taquilla. Asimismo, apareció en Vacation (2015), que, aunque mal recibida por los expertos, fue un éxito comercial y le dio una nominación a los MTV Movie Awards. Por otra parte, fue anfitrión durante dos episodios del programa Saturday Night Live, donde obtuvo reseñas positivas por su sentido del humor.
Volvió a personificar al cazador Eric en The Huntsman: Winter's War (2016), filme que fue un fracaso tanto en taquilla como en crítica, con los expertos considerándola una de las peores películas del actor hasta ese momento. Además, apareció en Ghostbusters (2016), que tuvo buenas reseñas y lo hizo acreedor de un premio en los Kids' Choice Awards, a pesar de que no logró cumplir las expectativas en taquilla. Hemsworth tuvo una breve aparición como Thor en Doctor Strange (2016) y posteriormente protagonizó Thor: Ragnarok (2017), que se convirtió en la más exitosa de las películas del personaje tras recibir la aclamación de la crítica y recaudar 854 millones de dólares, con lo que fue la novena película más taquillera de 2017. Ese mismo año fue la cara de la fragancia Tonic de Hugo Boss AG, para la que grabó varios comerciales.
En 2018, protagonizó la película 12 Strong (2018), que tuvo una respuesta moderada en crítica y taquilla, donde personificó al Capitán Mitch Nelson, un soldado enviado a Afganistán tras los atentados del 11 de septiembre de 2001. De igual forma, apareció en Bad Times at the El Royale (2018), que fue bien recibida por la crítica pero supuso un fracaso en la taquilla. Hemsworth interpretó por séptima ocasión a Thor en Avengers: Infinity War (2018), que fue bien recibida por los especialistas y recaudó 2 mil millones de dólares, con lo que fue la película más exitosa de 2018. Al año siguiente, repitió su papel en Avengers: Endgame (2019), que recibió la aclamación de la crítica y se convirtió en la segunda película más taquillera de todos los tiempos, con una recaudación de 2.7 mil millones de dólares. Ese mismo año, protagonizó Men in Black: International (2019) como Henry y tuvo un cameo Jay and Silent Bob Reboot (2019), ambas fracasos en crítica y taquilla. Asimismo, fue la cara de la fragancia Infinite de Hugo Boss AG, su segunda colaboración con la marca.

### 2020-actualidad: productor en el cine de acción
En 2020, Hemsworth protagonizó e hizo su debut como productor con la película Extraction (2020), producida y distribuida por Netflix. Aunque tuvo una respuesta crítica moderada, los expertos alabaron su actuación como el mercenario Tyler Rake por sus escenas de acción y capacidad de simpatizar con la audiencia. Asimismo, Extraction se convirtió en un éxito tras haber sido vista por 99 millones de usuarios en Netflix durante su primer mes de lanzada, con lo que rompió el récord anterior de 89 millones ostentado por Bird Box (2018). Con dicha actuación, ganó su tercer premio en los People's Choice Awards y fue nominado a los Critics' Choice Super Awards de 2021. El 14 de junio de 2021, durante la celebración del cumpleaños de Isabel II del Reino Unido, Hemsworth fue condecorado como Miembro de la Orden de Australia (AM) por sus contribuciones a las artes escénicas y obras de caridad.
Tuvo un cameo en voz durante un episodio de la serie Loki y poco después dio voz a Thor en dos episodios de la serie animada What If...?. Interpretó nuevamente a Thor en Thor: Love and Thunder (2022), que obtuvo críticas mixtas y una recaudación de más de 760 millones de dólares, que la convirtieron en la quinta cinta más taquillera de 2022. También produjo y protagonizó Spiderhead (2022) con el personaje de Steve Abnesti, un convicto que experimenta en la creación de narcóticos. Inicialmente tenía previsto repetir su papel como George Kirk para una cuarta entrega del reinicio de Star Trek, pero se desligó del proyecto porque no quedó convencido con el guion. Volvió a interpretar al mercenario Tyler Rake en Extraction 2 (2023), que tuvo una respuesta más positiva de parte de la crítica comparada a su antecesora y logró el mayor debut de visualizaciones en Netflix durante 2023 con 42.8 millones. Por otro lado, protagonizó Furiosa: A Mad Max Saga (2024), una precuela de Mad Max: Fury Road (2015) enfocada en el personaje homónimo, que aunque recibió elogios por parte de la crítica especializada, representó un fracaso en la taquilla. Su papel como Dementus, el demente líder de guerra de la Horda de Motociclistas, fue señalado por algunos expertos como el mejor villano de la franquicia de Mad Max y uno de los mejores del cine de acción. Dio voz al personaje de Optimus Prime en la cinta animada Transformers One (2024). El 23 de mayo de 2024, recibió su estrella en el paseo de la fama de Hollywood por sus logros artísticos en la categoría de cine.

## Vida personal e imagen pública

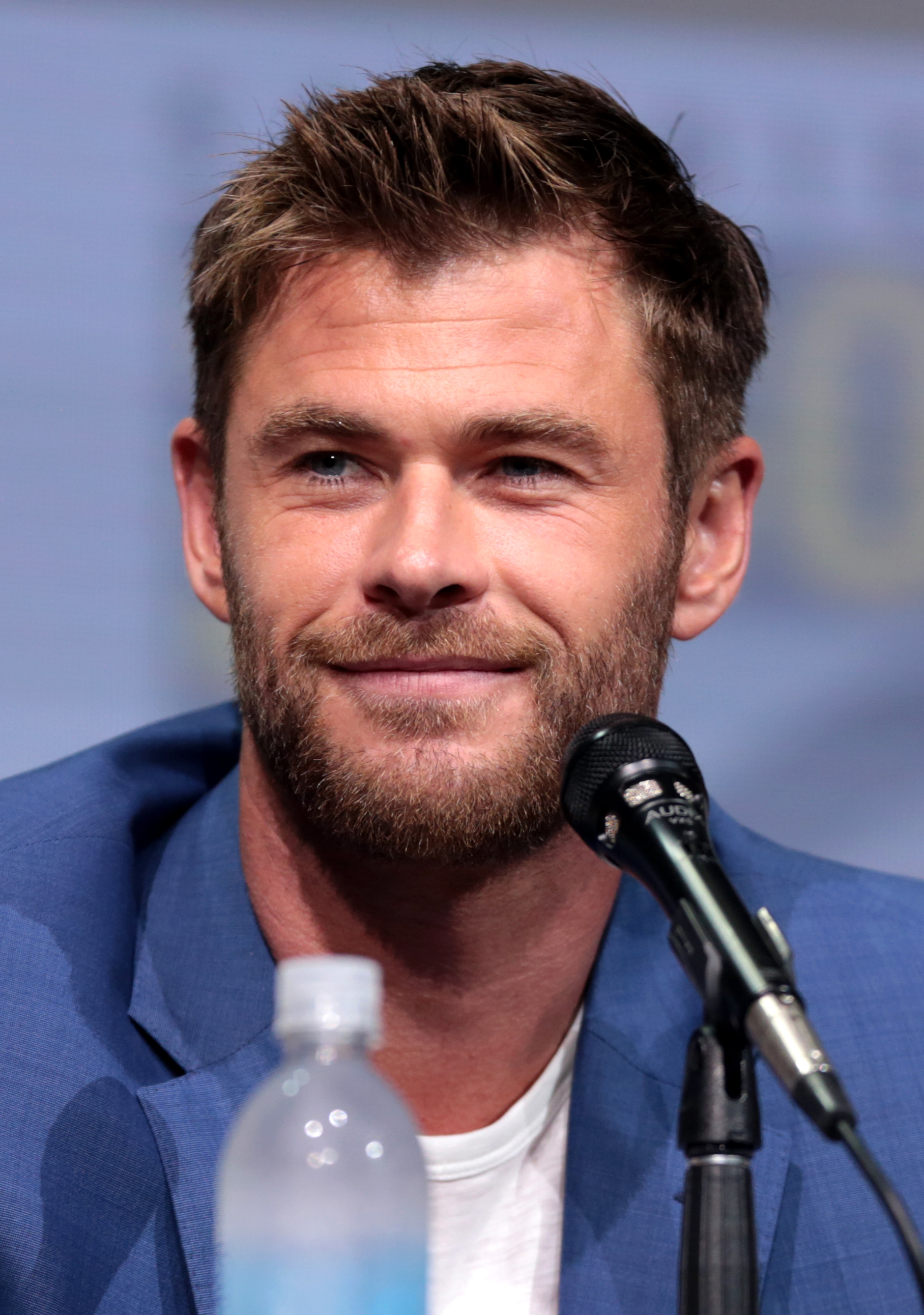
Hemsworth en la Comic-Con en julio de 2017.

Hemsworth mantuvo una relación entre 2005 y 2008 con la actriz Isabel Lucas, a quien conoció durante las grabaciones de Home and Away. Tiempo después, comenzó a salir con la actriz Elsa Pataky a inicios de 2010 tras haberse conocido por algunos amigos en común. Ambos se casaron en diciembre de ese mismo año en la isla de Sumba (Indonesia) y residieron en la ciudad de Los Ángeles (Estados Unidos). En mayo de 2012, tuvieron a su primera hija llamada India, y más tarde, en marzo de 2014, tuvieron dos varones mellizos, llamados Sasha y Tristan. En 2015, la pareja se mudó con sus tres hijos a Byron Bay (Australia), y en marzo de 2021 volvieron a mudarse a Sídney.
Por otra parte, luego de su aparición en Thor (2011), se convirtió en uno de los actores más exitosos del cine. En sumatoria de todos sus papeles protagónicos, sus películas totalizan más de 12 mil millones de dólares recaudados solo en taquilla, lo que lo convierten en uno de los diez actores más taquilleros de la historia. Adicionalmente, la revista Forbes lo nombró el cuarto actor mejor pagado de 2014, con ganancias de 37 millones de dólares. Volvió a figurar en la lista anual de la revista en 2015 en la decimoquinta posición con un salario de 27 millones de dólares y en la de 2017 en la undécima posición con 31.5 millones de dólares. Posteriormente, ubicó la cuarta posición en 2018 con 64.5 millones de dólares y la segunda en 2019 con 76.4 millones de dólares, con lo que fue el actor mejor pagado del Universo cinematográfico de Marvel. De igual forma, fue la trigésima primera celebridad mejor pagada de 2018 y la vigésima cuarta de 2019.
El físico de Hemsworth es generalmente tema de discusión entre la prensa, que lo consideran uno de los hombres más atractivos de la industria del cine y un símbolo sexual. Sus rutinas de ejercicio y dietas suelen ser publicadas por distintas revistas como Men's Health y Entertainment Weekly. A raíz de ello, el actor creó una aplicación para móviles llamada Centr, la cual da consejos sobre nutrición y salud. La revista GQ lo nombró el hombre del año en 2010, 2012 y 2016, mientras que la revista People lo nombró el hombre vivo más atractivo de 2014. Sin embargo, Hemsworth se ha quejado del exceso de atención que recibe su físico y durante una entrevista con The Telegraph en 2021 comentó que: «El culturismo es visto como una vanidad, pero si me esforzara en perder mucho peso o tener un cuerpo poco saludable para cierto papel, sería tomado seriamente como actor. Entrenar por diez largos años es un trabajo de tiempo completo. Eso y encima doce horas de rodaje al día es algo realmente agotador».
Por otra parte, es un miembro activo desde 2010 de la Australian Childhood Foundation, un esfuerzo caritativo que busca ayudar a los niños de Australia víctimas de violencia doméstica o abuso. El actor ha recaudado más de 300 mil dólares para la fundación y continuamente motiva a sus seguidores a donar. Asimismo, ha promovido la conciencia respecto a la contaminación marina y en 2020 donó un millón de dólares para reforestar los bosques de Australia arrasados por los incendios de 2019-2020. También promueve el turismo en el país y generalmente se le considera el estereotipo de australiano.

## Filmografía
| Año  | Título                           | Papel                  | Notas                                     | Ref.            |
| ---- | -------------------------------- | ---------------------- | ----------------------------------------- | --------------- |
| 2009 | A Perfect Getaway                | Kale                   |                                           | [ 143 ] [ 144 ] |
| 2009 | Star Trek                        | George Kirk            |                                           | [ 143 ] [ 144 ] |
| 2010 | Ca$h                             | Sam Phelan             |                                           | [ 143 ] [ 144 ] |
| 2010 | Ollie Klublershturf vs the Nazis | Chad                   |                                           | [ 143 ] [ 144 ] |
| 2011 | Thor                             | Thor                   |                                           | [ 143 ] [ 144 ] |
| 2012 | Red Dawn                         | Jed Eckert             |                                           | [ 143 ] [ 144 ] |
| 2012 | Snow White & the Huntsman        | Eric                   |                                           | [ 143 ] [ 144 ] |
| 2012 | The Avengers                     | Thor                   |                                           | [ 143 ] [ 144 ] |
| 2012 | The Cabin in the Woods           | Curt Vaughan           |                                           | [ 143 ] [ 144 ] |
| 2013 | Thor: The Dark World             | Thor                   |                                           | [ 143 ] [ 144 ] |
| 2013 | Rush                             | James Hunt             |                                           | [ 143 ] [ 144 ] |
| 2013 | Star Trek Into Darkness          | George Kirk            | Voz                                       | [ 143 ] [ 144 ] |
| 2015 | Blackhat                         | Nicholas Hathaway      |                                           | [ 143 ] [ 144 ] |
| 2015 | Vacation                         | Stone Crandall         |                                           | [ 143 ] [ 144 ] |
| 2015 | Avengers: Age of Ultron          | Thor                   |                                           | [ 143 ] [ 144 ] |
| 2015 | En el corazón del mar            | Owen Chase             |                                           | [ 143 ] [ 144 ] |
| 2016 | El cazador y la reina del hielo  | Eric                   |                                           | [ 143 ] [ 144 ] |
| 2016 | Ghostbusters                     | Kevin Beckman          |                                           | [ 143 ] [ 144 ] |
| 2016 | Doctor Strange                   | Thor                   | Cameo                                     | [ 143 ] [ 144 ] |
| 2017 | Thor: Ragnarok                   | Thor                   |                                           | [ 143 ] [ 144 ] |
| 2018 | Avengers: Infinity War           | Thor                   |                                           | [ 143 ] [ 144 ] |
| 2018 | 12 Strong                        | Capitán Mitch Nelson   |                                           | [ 143 ] [ 144 ] |
| 2018 | Bad Times at the El Royale       | Billy Lee              |                                           | [ 143 ] [ 144 ] |
| 2019 | Avengers: Endgame                | Thor                   |                                           | [ 143 ] [ 144 ] |
| 2019 | Men in Black: International      | Agente H               |                                           | [ 143 ] [ 144 ] |
| 2020 | Extraction                       | Tyler Rake             | También productor                         | [ 143 ] [ 144 ] |
| 2022 | Interceptor                      | Vendedor de televisión | Cameo no acreditado y productor ejecutivo | [ 143 ] [ 144 ] |
| 2022 | Spiderhead                       | Steve Abnesti          | También productor                         | [ 143 ] [ 144 ] |
| 2022 | Thor: Love and Thunder           | Thor                   | También productor ejecutivo               | [ 143 ] [ 144 ] |
| 2023 | Extraction 2                     | Tyler Rake             | También productor                         | [ 143 ] [ 144 ] |
| 2024 | Furiosa: A Mad Max Saga          | Dementus               |                                           | [ 143 ] [ 144 ] |

| Año     | Título                         | Papel        | Notas                                         | Ref.            |
| ------- | ------------------------------ | ------------ | --------------------------------------------- | --------------- |
| 2002    | Guinevere Jones                | Rey Arturo   | 2 episodios                                   | [ 143 ] [ 144 ] |
| 2002    | Neighbours                     | Jamie Kane   | Episodio 4069                                 | [ 143 ] [ 144 ] |
| 2002    | Marshall Law                   | The Kid      | Episodio «Domestic Bliss»                     | [ 143 ] [ 144 ] |
| 2003    | The Saddle Club                | El nuevo Vet | Episodio «Tenderfoot»                         | [ 143 ] [ 144 ] |
| 2004    | Fergus McPhail                 | Craig        | Episodio «In a Jam»                           | [ 143 ] [ 144 ] |
| 2004-07 | Home and Away                  | Kim Hyde     | 189 episodios                                 | [ 143 ] [ 144 ] |
| 2006    | Dancing with the Stars         | Él mismo     | Quinta temporada                              | [ 143 ] [ 144 ] |
| 2015    | Saturday Night Live            | Él mismo     | 2 episodios                                   | [ 143 ] [ 144 ] |
| 2021    | Loki                           | Throg        | Cameo en voz, episodio «Journey into Mystery» | [ 143 ] [ 144 ] |
| 2021    | What If...?                    | Thor         | Voz, 2 episodios                              | [ 143 ] [ 144 ] |
| 2022    | Limitless With Chris Hemsworth | Él mismo     |                                               | [ 143 ] [ 144 ] |

| Año  | Título               | Papel         | Notas | Ref.            |
| ---- | -------------------- | ------------- | ----- | --------------- |
| 2011 | Thor: God of Thunder | Thor          | Voz   | [ 143 ] [ 144 ] |
| 2016 | Ghostbusters         | Kevin Beckman | Voz   | [ 143 ] [ 144 ] |

## Premios y nominaciones
| Año  | Premiación                   | Categoría                                            | Nominado por                  | Resultado | Ref.            |
| ---- | ---------------------------- | ---------------------------------------------------- | ----------------------------- | --------- | --------------- |
| 2005 | Logie Awards                 | Actor Nuevo más Popular                              | Home and Away                 | Ganador   | [ 15 ]          |
| 2005 | Logie Awards                 | Actor más Popular                                    | Home and Away                 | Nominado  | [ 15 ]          |
| 2006 | Logie Awards                 | Actor más Popular                                    | Home and Away                 | Nominado  | [ 145 ]         |
| 2011 | Premios BAFTA                | Estrella Emergente                                   | Thor                          | Nominado  | [ 146 ]         |
| 2011 | MTV Movie Awards             | Mejor Héroe                                          | Thor                          | Nominado  | [ 147 ]         |
| 2011 | People's Choice Awards       | Superhéroe Favorito                                  | Thor                          | Nominado  | [ 148 ]         |
| 2011 | Scream Awards                | Superhéroe Favorito                                  | Thor                          | Nominado  | [ 149 ]         |
| 2011 | Scream Awards                | Actor Revelación                                     | Thor                          | Nominado  | [ 149 ]         |
| 2011 | Teen Choice Awards           | Actor de Cine Revelación                             | Thor                          | Nominado  | [ 150 ]         |
| 2012 | Teen Choice Awards           | Mejor Actor de Cine de Ciencia Ficción/Fantasía      | The Avengers                  | Nominado  | [ 36 ]          |
| 2012 | Teen Choice Awards           | Mejor Actor de Cine del Verano                       | The Avengers                  | Ganador   | [ 36 ]          |
| 2013 | Kids' Choice Awards          | Patea Traseros Favorito                              | The Avengers                  | Nominado  | [ 151 ]         |
| 2013 | MTV Movie Awards             | Mejor Pelea                                          | The Avengers                  | Ganador   | [ 35 ]          |
| 2013 | People's Choice Awards       | Estrella de Cine de Acción Favorita                  | The Avengers                  | Ganador   | [ 34 ]          |
| 2013 | People's Choice Awards       | Superhéroe Favorito                                  | The Avengers                  | Nominado  | [ 34 ]          |
| 2013 | People's Choice Awards       | Química en Pantalla (compartido con Kristen Stewart) | Snow White and the Huntsman   | Nominado  | [ 34 ]          |
| 2013 | Teen Choice Awards           | Mejor Actor de Cine de Acción                        | Red Dawn                      | Nominado  | [ 152 ]         |
| 2014 | MTV Movie & TV Awards        | Mejor Actuación sin Camisa                           | Thor: The Dark World          | Nominado  | [ 153 ]         |
| 2014 | MTV Movie & TV Awards        | Mejor Héroe                                          | Thor: The Dark World          | Nominado  | [ 153 ]         |
| 2014 | People's Choice Awards       | Mejor Actor en Película Dramática                    | Thor: The Dark World          | Nominado  | [ 154 ]         |
| 2014 | Teen Choice Awards           | Mejor Actor de Cine de Ciencia Ficción/Fantasía      | Thor: The Dark World          | Nominado  | [ 155 ]         |
| 2015 | Huading Awards               | Mejor Actor Internacional de Cine                    | Thor: The Dark World          | Ganador   | [ 156 ]         |
| 2015 | Teen Choice Awards           | Mejor Actor de Cine de Ciencia Ficción/Fantasía      | Thor: The Dark World          | Nominado  | [ 157 ]         |
| 2015 | Teen Choice Awards           | Mejor Actor de Cine de Drama                         | Blackhat                      | Nominado  | [ 157 ]         |
| 2016 | Kids' Choice Awards          | Actor de Cine Favorito                               | Avengers: Age of Ultron       | Nominado  | [ 158 ]         |
| 2016 | Jupiter Awards               | Mejor Actor Internacional                            | Avengers: Age of Ultron       | Nominado  | [ 159 ]         |
| 2016 | People's Choice Awards       | Actor de Cine de Acción Favorito                     | Avengers: Age of Ultron       | Ganador   | [ 52 ]          |
| 2016 | MTV Movie Awards             | Mejor Beso (compartido con Leslie Mann)              | Vacation                      | Nominado  | [ 160 ]         |
| 2016 | Teen Choice Awards           | Mejor Actor de Cine de Acción                        | In the Heart of the Sea       | Nominado  | [ 161 ]         |
| 2016 | Teen Choice Awards           | Mejor Actor de Cine de Ciencia Ficción/Fantasía      | The Huntsman: Winter's War    | Nominado  | [ 161 ]         |
| 2016 | Teen Choice Awards           | Mejor Beso (compartido con Jessica Chastain)         | The Huntsman: Winter's War    | Nominado  | [ 161 ]         |
| 2016 | Teen Choice Awards           | Mejor Actor de Cine del Verano                       | Ghostbusters                  | Nominado  | [ 161 ]         |
| 2017 | People's Choice Awards       | Actor de Cine de Comedia Favorito                    | Ghostbusters                  | Nominado  | [ 162 ]         |
| 2017 | Kids' Choice Awards          | Actor de Cine Favorito                               | Ghostbusters                  | Ganador   | [ 68 ]          |
| 2017 | Kids' Choice Awards          | Patea Traseros Favorito                              | The Huntsman: Winter's War    | Nominado  | [ 68 ]          |
| 2017 | Jupiter Awards               | Mejor Actor Internacional                            | The Huntsman: Winter's War    | Nominado  | [ 163 ]         |
| 2018 | Critics' Choice Awards       | Mejor Actor en Comedia                               | Thor: Ragnarok                | Nominado  | [ 164 ]         |
| 2018 | Jupiter Awards               | Mejor Actor Internacional                            | Thor: Ragnarok                | Nominado  | [ 165 ]         |
| 2018 | Kids' Choice Awards          | Actor de Cine Favorito                               | Thor: Ragnarok                | Nominado  | [ 166 ]         |
| 2018 | MTV Movie Awards             | Mejor Pelea                                          | Thor: Ragnarok                | Nominado  | [ 167 ]         |
| 2018 | Teen Choice Awards           | Mejor Actor de Cine de Ciencia Ficción/Fantasía      | Thor: Ragnarok                | Ganador   | [ 168 ]         |
| 2018 | Teen Choice Awards           | Hombre más Atractivo                                 | Thor: Ragnarok                | Nominado  | [ 168 ]         |
| 2018 | People's Choice Awards       | Estrella de Drama de 2018                            | 12 Strong                     | Nominado  | [ 169 ]         |
| 2018 | People's Choice Awards       | Estrella del Cine de 2018                            | Avengers: Infinity War        | Nominado  | [ 169 ]         |
| 2018 | People's Choice Awards       | Estrella de Acción de 2018                           | Avengers: Infinity War        | Nominado  | [ 169 ]         |
| 2019 | Kids' Choice Awards          | Actor de Cine Favorito                               | Avengers: Infinity War        | Nominado  | [ 170 ]         |
| 2019 | People's Choice Awards       | Estrella Masculina de Cine Favorita                  | Avengers: Endgame             | Nominado  | [ 171 ]         |
| 2019 | Teen Choice Awards           | Mejor Actor de Cine de Acción                        | Avengers: Endgame             | Nominado  | [ 172 ]         |
| 2020 | AACTA Awards                 | Estrella Global de la Década                         | Avengers: Endgame             | Nominado  | [ 173 ]         |
| 2020 | Kids' Choice Awards          | Actor de Cine Favorito                               | Avengers: Endgame             | Nominado  | [ 174 ]         |
| 2020 | Kids' Choice Awards          | Superhéroe Favorito                                  | Avengers: Endgame             | Nominado  | [ 174 ]         |
| 2020 | Jupiter Awards               | Mejor Actor Internacional                            | Men in Black: International   | Nominado  | [ 175 ]         |
| 2020 | People's Choice Awards       | La Estrella de Cine de 2020                          | Extraction                    | Nominado  | [ 176 ] [ 177 ] |
| 2020 | People's Choice Awards       | La Estrella de Cine de Acción de 2020                | Extraction                    | Ganador   | [ 176 ] [ 177 ] |
| 2021 | Critics' Choice Super Awards | Mejor Actor en Película de Acción                    | Extraction                    | Nominado  | [ 178 ]         |
| 2022 | AACTA Awards                 | Premio a la Vanguardia                               | Thor: Love and Thunder        | Ganador   | [ 179 ]         |
| 2022 | People's Choice Awards       | El Actor de Cine de 2022                             | Thor: Love and Thunder        | Ganador   | [ 180 ] [ 181 ] |
| 2022 | People's Choice Awards       | La Estrella de Cine de Acción de 2022                | Thor: Love and Thunder        | Nominado  | [ 180 ] [ 181 ] |
| 2023 | Kids' Choice Awards          | Actor de Cine Favorito                               | Thor: Love and Thunder        | Nominado  | [ 182 ]         |
| 2024 | AACTA Awards                 | Actor Favorito                                       | Extraction 2                  | Nominado  | [ 183 ]         |
| 2024 | Critics' Choice Super Awards | Mejor Actor en una Película de Acción                | Extraction 2                  | Nominado  | [ 184 ]         |
| 2025 | Kids' Choice Awards          | Voz masculina favorita de película animada           | Orion Pax en Transformers One | Nominada  | [ 185 ]         |